# Stepnoi (Novopokrovski)
Stepnoi - Степной (rus) és un possiólok del krai de Krasnodar, a Rússia. És a 16 km al sud-est de Novopokróvskaia i a 163 km al nord-est de Krasnodar. Pertany al possiólok de Novopokrovski.